# كونان ستيفنز
كونان ستيفنز (بالإنجليزية: Conan Stevens)‏ هو كاتب وممثل أسترالي، ولد في القرن 20 في نيوكاسل في أستراليا.

## أعمال

### أفلام
- (2012)  رحلة غير متوقعة[4]

### مسلسلات
- صراع العروش

## وصلات خارجية
- الموقع الرسمي
- كونان ستيفنز على موقع IMDb (الإنجليزية)
- كونان ستيفنز على موقع ألو سيني (الفرنسية)
- كونان ستيفنز على موقع أول موفي (الإنجليزية)
- كونان ستيفنز على موقع قاعدة بيانات الفيلم (الإنجليزية)
- كونان ستيفنز على موقع كينوبويسك (الروسية)